# سلوى بوقعيقيص
سلوى سعد بوقعيقيص بن قطنش الورفلي (24 أبريل 1964 - 25 يونيو 2014) محامية وناشطة سياسية وحقوقية ليبية وأحد مؤسسي المجلس الوطني الانتقالي في ليبيا. شغلت منصب نائب رئيس اللجنة التحضيرية للحوار الوطني، اغتيلت في منزلها في 25 يونيو 2014 من قبل ملثمين.

## حياتها
ولدت سلوى سعيد بو قعيقيص في مدينة بنغازي في 24 أبريل 1963. حصلت على ليسانس قانون من جامعة بنغازي وامتهنت المحاماة. تعد ناشطة ليبرالية مدافعة بشدة عن حقوق الإنسان قبل ثورة 17 فبراير 2011 وبعدها. كما تعد من رموز هذه الثورة، لكونها من مؤسسي المجلس الوطني الانتقالي السابق الذي قاد مرحلة الثورة منذ انطلاقها. كذلك كانت من مؤسسي (ائتلاف 17 فبراير) في بنغازي رفقة آخرين بينهم الناشط المغتال عبد السلام المسماري وهو الجسم الذي كان يُدير شؤون بنغازي وقت الثورة.كان آخر ظهور لبوقعيقيص مساء الأربعاء 25 يونيو عبر محطة تلفزيونية ليبية خاصة كشاهد عيان على الاشتباكات التي جرت بين الجيش النظامي وكتائب (للثوار) في محيط منزلها بمنطقة الهواري في مدينة بنغازي.وكانت بوقعيقيص تشغل حتى اغتيالها منصب نائب رئيس الهيئة التحضيرية للحوار الوطني الذي ستشرف عليه الحكومة الليبية لإجراء مصالحة وطنية شاملة.وكان آخر عمل لها صبيحة يوم اغتيالها هو المشاركة بالادلاء بصوتها في الانتخابات التشريعية، حيث نشرت على فيسبوك صوراً لها وهي تدلي بصوتها في مكتب اقتراع.

## اغتيالها
بعد نشرها أسماء ثلاثة جنود ليبيين قتلوا في ذات اليوم في مدينة بنغازي على صفحتها بموقع "فيسبوك"، وكذلك صور للاشتباكات بينها صورة لسيارة أمام منزلها بها مسلحين تحمل العلم الذي ترفعه ميليشيا أنصار الشريعة قام مجموعة من الملثمين في يوم 25 يونيو 2014 باقتحام منزل المحامية واردوها بالرصاص بينها رصاصة في الرأس فضلاً عن مجموعة من الطعنات النافذة.تمت إسعافها إلى مركز بنغازي الطبي حيث فارقت الحياة بعد قليل بغرفة الإنعاش أثناء محاولة إنقاذها.دفنت في جنازة مهيبة في مقبرة الهواري الجمعة 27 يوينو 2014 رفقة رتل عسكري شارك بها مئات من المواطنين بينهم إعلاميين ونشطاء سياسيين وحقوقيين وعدد كبير من مؤسسات المجتمع المدني.
نعتها الحكومة الليبية والمجلس البلدي في بنغازي وتيارات وشخصيات سياسية ليبية ودولية بينها الأمين العام للأمم المتحدة والخارجية الأمريكية والاتحاد الأوروبي والجامعة العربية ومنظمات دولية من قبيل هيومن رايس ووتش وأمنستي انترنشيونال وأيضاً رابطة علماء ليبيا.